# ユースホステル木屋旅館
ユースホステル木屋旅館（ユースホステルきやりょかん）は、日本ユースホステル協会に加盟していた静岡県伊豆市のユースホステル。2010年6月30日付を以ってユースホステルとしての契約を解除し、閉館した。

## 設備
以下は閉館時の設備の状況である。
- グループで一室利用可
- 余裕があればグループで一室利用可
- 洗濯機あり
- 乾燥機あり
- 荷物預かりあり
- アルコール類不可
- 全室禁煙
- 施設内に温泉あり
- 周辺に温泉あり

## アクセス
- JR東海道本線三島駅から伊豆箱根鉄道30分
- 伊豆箱根鉄道駿豆線修善寺駅から伊豆箱根バスで筏場または地蔵堂行23分原保下車徒歩1分
- 東名高速道路沼津ICからR136経由修善寺にて県道伊東方面へ12号経由

## 開館時のエピソード
- 名称からも分かる通り、元々はごく普通の旅館であった。その当時、井伏鱒二が宿泊したことがあって後に随筆に名前付きで記されていた。
- 当YHは向かいにバス停、その隣に駐在所、裏に小学校とこの地区の中心的な位置づけの旅館であった。
- 風呂は修善寺温泉ではなく源泉が異なる「原保温泉」。浴槽は一般家庭サイズながらも原保温泉の効能と由来が記された石碑が浴槽の脇にあった。なお、当YHの閉館により原保温泉に入れる施設は事実上無くなってしまった。
- 周辺に伊豆名物本わさびを生産・出荷する施設が数多く建っている。その関係で、夕食を注文したときに刺身が出ると本わさびと鮫肌おろしも出されることがあった。また、常連客などにお土産として本わさびを数本プレゼントしていたこともあったとのこと。
- 宿泊客に対しても混雑していない限り一人に一部屋を割り当てており、ドミトリーが原則のユースホステルとしては非常に異色であった。その為、相部屋希望の一人旅のホステラーに1人部屋を割り当てたところクレームが入ったことがあったという。
- バスの利用が可能であっても来館者は圧倒的に車やバイクが多かった。駐車場は裏手にあったが、その後ろに大きな蔵があったことから、元々大きな旧家であったことが分かる。また。フロントも江戸時代の帳場のような感じで非常に古風な宿であった。
- 車などで来る場合は上記のアクセスルートが紹介されることが多々あったが、実は伊豆スカイライン冷川ICから数分というルートが一番近くて早かった。ただ、伊豆スカイラインの通行料が高めでETCが使えない（現金払いのみ）ことから案内で外していた模様。